# Lennart Carlsson (Eisschnellläufer)
Nils Tage Lennart Carlsson (* 28. August 1951 in Undenäs) ist ein ehemaliger schwedischer Eisschnellläufer.

## Werdegang
Carlsson wurde im Jahr 1976 schwedischer Meister im Großen Vierkampf und nahm von 1972 bis 1978 an internationalen Wettbewerben teil. Dabei kam er in der Saison 1974/75 bei der Mehrkampfweltmeisterschaft 1975 in Oslo und bei der Mehrkampfeuropameisterschaft 1975 in Heerenveen jeweils auf den 20. Platz im Großen Vierkampf. In der Saison 1975/76 errang er bei der Mehrkampfweltmeisterschaft 1976 in Heerenveen und bei der Mehrkampfeuropameisterschaft 1976 in Oslo jeweils den zehnten Platz im Großen Vierkampf und belegte im Februar 1976 in Innsbruck bei seiner einzigen Teilnahme an Olympischen Winterspielen den 17. Platz über 1500 m, den 16. Rang über 5000 m sowie den 13. Platz über 10.000 m. Im Jahr 1977 erreichte er bei der Mehrkampfweltmeisterschaft in Heerenveen den 18. Platz und bei der Mehrkampfeuropameisterschaft in Larvik den 13. Rang im Großen Vierkampf. Bei der Mehrkampfeuropameisterschaft 1978 in Oslo errang er den 22. Platz im Großen Vierkampf.

## Erfolge

### Olympische Spiele
- 1976 Innsbruck: 13. Platz 10.000 m, 16. Platz 5000 m, 17. Platz 1500 m

### Mehrkampf-Weltmeisterschaften
- 1975 Oslo: 20. Platz Großer Vierkampf
- 1976 Heerenveen: 10. Platz Großer Vierkampf
- 1977 Heerenveen: 18. Platz Großer Vierkampf

### Mehrkampf-Europameisterschaften
- 1975 Heerenveen: 20. Platz Großer Vierkampf
- 1976 Oslo: 10. Platz Großer Vierkampf
- 1977 Larvik: 13. Platz Großer Vierkampf
- 1978 Oslo: 22. Platz Großer Vierkampf

## Persönliche Bestzeiten
| Disziplin | Zeit         | Datum            | Ort        |
| --------- | ------------ | ---------------- | ---------- |
| 500 m     | 39,69 s      | 31. Januar 1976  | Davos      |
| 1000 m    | 1:19,10 min  | 30. Januar 1976  | Davos      |
| 1500 m    | 2:02,19 min  | 31. Januar 1976  | Davos      |
| 3000 m    | 4:22,50 min  | 8. Januar 1977   | Göteborg   |
| 5000 m    | 7:24,94 min  | 12. Februar 1977 | Heerenveen |
| 10.000 m  | 15:39,87 min | 25. Januar 1976  | Oslo       |